# Athemellus rhagonychiformis
Athemellus rhagonychiformis es una especie de coleóptero de la familia Cantharidae que habita en Taiwán.